# Viola dissecta
Viola dissecta är en violväxtart som beskrevs av Carl Friedrich von Ledebour. Viola dissecta ingår i släktet violer, och familjen violväxter. Utöver nominatformen finns också underarten V. d. incisa.